# 장성 백양사 소요대사탑
장성 백양사 소요대사탑(長城 白羊寺 逍遙大師塔)은 전라남도 장성군 백양사에 있는, 조선시대의 부도이다. 2002년 9월 25일 대한민국의 보물 제1346호로 지정되었다. 백양사 입구에 자리한 부도전 내에 건립되어 있다. 전형적인 석종형 부도일 뿐만 아니라 부도의 주인공인 소요대사의 불교사적 위상과 더불어 건립연대가 확실해 역사적, 학술적으로 중요한 가치를 지니고 있다.

## 조성 시기
소요대사의 부도는 백양사 외에도 그가 입적한 담양 용추사와 연곡사에도 있다. 이중 연곡사 서부 도는 탑신부 1면에 ‘逍遙大師之塔 順治六年庚 寅’이라 음각된 명문으로 보아 1650년(조선 효종 17년)에 건립되었음이 분명하다. 소요대사의 입적이 1649년이므로 1년 만에 부도가 건립되면서, 3개의 사찰에 분사리(分舍利)되었음을 알 수 있다. 따라서 백양사의 부도 역시 연곡사 서부도의 건립연대를 보아 1650년을 건립의 하한(下限)으로 설정할 수 있다.

## 형태
석종형의 양식을 보이며, 높이 156cm 규모의 석조 부도로 기단부·탑신부·상륜부로 구성되어 있다.
지대석은 하부가 매몰되어 상면만 보이고 있다, 하대석은 팔각형으로 각 면에는 초화문이 조각되었는데, 1면에만 거북 동물이 양각되어 있다. 상면에는 모서리와 각 면에 1구씩 모두 단엽8판의 복연을 배치했는데, 간지에는 간엽을 표현했다. 상면에는 각형 1단의 받침을 조출해 탑신부를 받고 있다.
탑신부는 석종형으로 전체적으로는 전통적인 범종의 모습과 같이 하대·유곽·상대·용뉴를 표현하고 있다. 하대는 2줄의 돌출된 선으로 윤곽을 그린 후 내면에는 게(蟹)를 비롯한 8구의 동물을 조각했다. 이처럼 8면에 동물을 배치한 것은 팔부신중을 의도한 것이며, 게가 표현됨은 바다가 멀지 않다는 지역적 특수성이 구현된 것이다.
유곽은 4개소에 배치되었는데, 내부에는 9개의 유두가 배치되어 범종의 그것과 양식상 같음을 알 수 있다. 상대는 탑신부의 상단부에 2줄의 돌출된 선으로 구성했는데, 문양이 양각되어 있다.
상면에는 단엽 20판의 복연이 중첩 시문되었다. 이처럼 탑신부는 완전히 범종의 양식을 구현하고 있는데, 하대와 유곽의 간지에는 모두 4마리의 용을 조각했다.
전면에는 위패형의 액자 내에 ‘逍遙堂’이라 음각되어 있어 소요대사의 부도임을 밝히고 있다. 위패 형의 하단에는 상·하 5판의 앙·복연이 양각되었다. 상륜을 구성하는 용뉴는 4마리의 용두(龍頭)가 석종을 움켜 물은 상태인데, 간지에는 운문이 조각되었고, 정상에는 보주가 마련되었다.

## 석종형 부도
우리나라의 석조부도 중 석종형 부도는 9세기 말에 조성된 울산태화사지부도에서 처음 조성된 이래 고려 및 조선시대를 거치며 가장 많이 건립된 양식으로 알려져 있다. 그런데 석종형 부도라는 명칭이 전체적인 모습이 범종과 같은 형태를 취하고 있어 붙여진 것이었지, 내용면에 있어서는 범종의 세부 양식을 찾아 볼 수 없었다. 그런데 백양사 소요대사부도는 전체적인 모습에서 뿐만 아니라 세부적인 표현에 있어서도 전통적인 범종의 양식을 보이고 있다. 현재까지 파악된 바로는 이같은 양식을 보이는 석종형 부도로는 이것이 유일한 예라 해도 과언이 아니다. 따라서 이 부도가 조사됨으로써 우리나라 석종형 부도의 양식이 전통적인 범종에 근원을 두고 있음이 확인된 것이라 하겠다.

## 같이 보기
- 백양사
- 소요대사
- 구례 연곡사 소요대사탑 - 보물 제154호

## 참고 자료
- 장성 백양사 소요대사탑 - 국가유산청 국가유산포털